# Motorcycle Mama
"Motorcycle Mama" är en sång från 1975, skriven av Harpo och Bengt Palmers. Den finns med på Harpos tredje studioalbum Moviestar (1975), men utgavs även som singel samma år.
På de flesta utgåvor är "Beautiful Christmas" B-sida, men på 1976 års svenska utgåva är "Valerie" B-sida. Skivan finns med tre olika omslag och är producerad och arrangerad av Palmers.

## Låtlista
Originalutgåvan
1. "Motorcycle Mama" – 3:25
2. "Beautiful Christmas" – 3:07

1976 års svenska utgåva
1. "Motorcycle Mama" – 3:25
2. "Valerie" – 2:53

## Listplaceringar
| Lista (1976) | Topplacering |
| ------------ | ------------ |
| Sverige      | 8            |